# Eva Rühmkorf

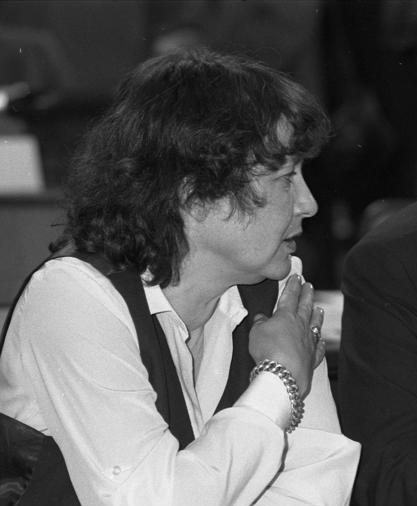
Eva Rühmkorf beim SPD-Wahlparteitag 1983 in der Westfalenhalle in Dortmund.

Eva Rühmkorf (geb. Titze; * 6. März 1935 in Breslau; † 22. Januar 2013 in Ratzeburg) war eine deutsche Psychologin und Politikerin (SPD). In Schleswig-Holstein war sie von 1988 bis 1990 Ministerin für Bildung, Wissenschaft, Jugend und Kultur und von 1990 bis 1992 Ministerin für Bundesangelegenheiten sowie Stellvertreterin des Ministerpräsidenten Björn Engholm.

## Leben
Nach dem Abitur absolvierte Eva Rühmkorf ein Studium der Psychologie, Theologie und Germanistik in Marburg und Hamburg, welches sie 1961 als Diplom-Psychologin beendete. Anschließend war sie bis 1969 als Marktforscherin bei verschiedenen Werbeagenturen tätig. Während ihres Studiums war sie Mitglied im SDS und beteiligte sich aktiv an der Kampagne gegen die Wiederaufrüstung der Bundesrepublik Deutschland.
1968 trat sie in den Dienst der Justizbehörde der Freien und Hansestadt Hamburg ein. Hier war sie bis 1973 als Grundsatzreferentin im Strafvollzug tätig und anschließend bis 1978 wissenschaftliche Direktorin der 1970 neu errichteten Jugendstrafanstalt Vierlande in Hamburg-Bergedorf. Als Helmut Schmidt Bundeskanzler wurde, legte Rühmkorf alle Funktionen in der Hamburger SPD nieder und erwog einen Austritt. Aufgrund von Schmidts Haltung während der Debatte um Kernenergie, insbesondere zum Bau des Kernkraftwerks Brokdorf, und seiner proamerikanischen Außenpolitik, die Rühmkorf als friedensgefährdend ansah, gehörte sie zu seinen parteiinternen Gegnern.
Im Januar 1979 wurde Eva Rühmkorf als Leiterin der neu gegründeten Hamburger „Leitstelle Gleichstellung der Frau“ Deutschlands erste Gleichstellungsbeauftragte;
Vor der Bundestagswahl 1983 gehörte sie zum Beraterkreis des Kanzlerkandidaten Hans-Jochen Vogel und sollte im Fall eines Wahlsieges die Position einer Beauftragten für Gleichstellung im Kanzleramt besetzen. Im gleichen Jahr wurde sie in Hamburg zur Staatsrätin ernannt.
Am 31. Mai 1988 berief Björn Engholm sie als Ministerin für Bildung, Wissenschaft, Jugend und Kultur des Landes Schleswig-Holstein in sein erstes Kabinett. In ihrer Amtszeit wurden u. a. ein neues Schul- sowie ein neues Hochschulgesetz verabschiedet, Angebote für ein freiwilliges zehntes Schuljahr an Hauptschulen und für schulische Integration ausgeweitet und die Gesamtschule wurde Regelschule. 1990 kam es zu einer Ämterrochade mit der Ministerin Marianne Tidick. Diese übernahm am 1. Juni 1990 das Bildungsressort und Eva Rühmkorf das Ministerium für Bundesangelegenheiten. Gleichzeitig wurde sie auch zur Stellvertreterin des Ministerpräsidenten ernannt. Nach der Landtagswahl 1992 schied sie am 5. Mai 1992 aus der Landesregierung aus.

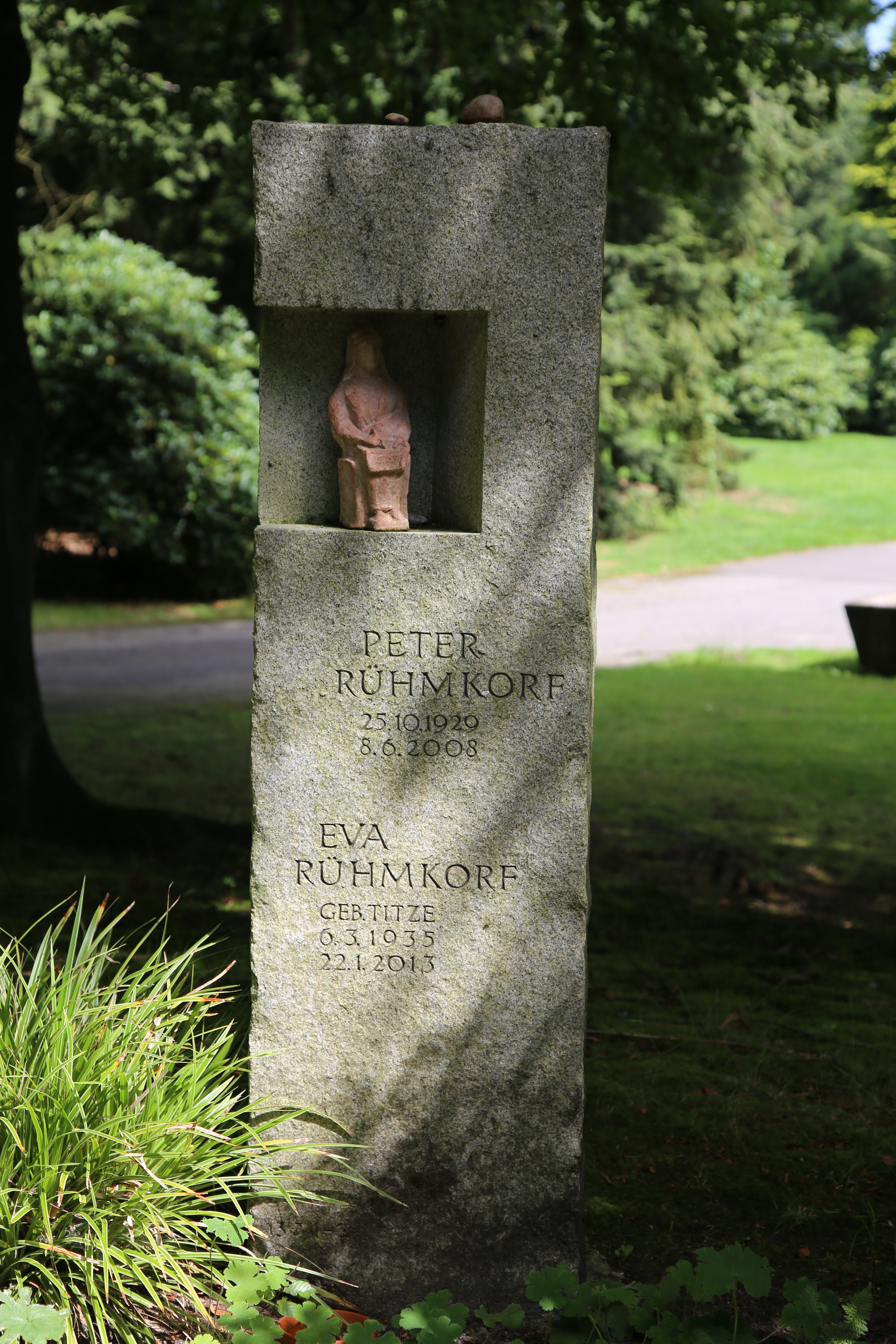
Grabstein von Eva Rühmkorf und ihrem Ehemann Peter Rühmkorf

Von 1999 bis 2001 war sie Bundesvorsitzende von pro familia.
Sie zählte zu den ersten Frauen, die Politik zu ihrem Beruf machten, und beschrieb sich selbst als linke Sozialdemokratin, Pazifistin und Feministin.
Eva Rühmkorf war seit 1964 mit dem Schriftsteller Peter Rühmkorf (1929–2008) verheiratet. Sie verstarb in einem Krankenhaus in Ratzeburg. Ihr Urnengrab befindet sich auf dem Hauptfriedhof Altona.
Seit 2016 gibt es in Altona-Nord eine Eva-Rühmkorf-Straße.

## Publikationen
- Wer unten ist, der fällt auch tief. Ursachen der Jugendkriminalität. Beltz Verlag, 1977, ISBN 3-407-84010-1
- (Hrsg. gemeinsam mit Marita Haibach, Mechthild Immenkötter u. a.): Frauen sind nicht zweite Klasse. Frauenpolitik für Gleichstellung. VSA-Verlag, Hamburg 1986.
- Vogelkunde. Hans-Jochen Vogel zum 60. Geburtstag Gesammelt von Eva Rühmkorf, Hrsg.: Vorstand der SPD, 1986.
- Hinter Mauern und Fassaden. Erinnerungen einer engagierten Frau. Fischer-Taschenbuch, 2000, ISBN 3-596-14549-X.
- gemeinsam mit Ute Vogt, moderiert von Jürgen Leinemann und Horand Knaup: Wir sind die Besseren. Starke Frauen und Politik. DVA, 2002, ISBN 3-421-05606-4.

## Ehrungen
- „Frau des Jahres“ 1985, Ehrenpreis des Deutschen Staatsbürgerinnen-Verbandes e. V.
- „Hammonia-Preis“ 2010, Auszeichnung des Landesfrauenrates Hamburg für ihr Engagement für Frauen und Gleichstellung[9]
- Im Hamburger Neubaugebiet „Mitte Altona“ wurde 2016 die Eva-Rühmkorf-Straße nach ihr benannt.